# Міст Юстиніана (Сакар'я)
Міст Юстиніана — пізньоримський міст через річку Сакар'я в Анатолії, в сучасній Туреччині. Він був побудований східно-римським імператором Юстиніаном I (527-565 н. е. ) для   зв'язку між столицею Константинополем і східними провінціями   імперії. Цей міст згадувався кількома авторами, був пов'язаний з передбачуваним проєктом, вперше запропонованим Плінієм Молодшим імператору Траяну  з будівництва судноплавного каналу в обхід Босфору . 
У 2020 році міст Юстиніана був включений до тимчасового списку Всесвітньої спадщини ЮНЕСКО .

## Розташування та історія
Міст Юстиніана розташований в північно-західній Анатолії, в стародавньому регіоні Віфінія, близько 5 км на північний захід від міста Адапазари .
У стародавні часи і аж до середньовіччя міст служив важливій меті: він був точкою перетину стратегічно важливого військового шляху від Босфору до східних провінцій Римської імперії  . До будівництва кам'яного моста був дерев'яний понтонний міст, який, за словами Прокопія Кесарійського, часто змивався при затопленні річки, що коштувало життя багатьом людям . 
Дата будівництва кам'яного моста  досить точно визначена на підставі джерел того часу: дві  поеми Павла Сіленціарія і Агафія Миринейського, що датуються 562 роком, відзначають завершення  будівництва, а літописець Феофан пише, що роботи розпочалися в 6052 році від створення світу, що відповідає 559-560 років . З іншого боку, оскільки Прокопій Кесарійський стверджував, що міст  ще будувався, коли він писав свою роботу про будівельні проєкти Юстиніана  , будівництво почалося в 560-561 роках і завершилося в 562 році, через п'ять- шість років після раніше визначеної дати . Однак,   цілком можливо припустити, що будівництво моста почалося  близько 554 року .

## Конструкція
Міст побудований з блоків вапняку,  його довжина  - 49 м, ширина 9,85 м і висота до 10 м . Міст спирається на сім основних арок. Ширина прольоту п'яти арок варіюється від 23 до 24,5 м, з опорами між ними близько 6 м товщиною. Вони доповнені по обидва боки меншою аркою з прольотом близько 20 м . Сьогодні струмок   протікає через одну із західних арок. Крім того, є ще п'ять арок (дві на західному і три на східному кінці) шириною від 3 до 9 м на берегах русла річки, які служили водоскидами на випадок повені . Східна частина моста була частково зруйнована в результаті будівництва залізничної лінії. Сім головних опор були  прикрашені маленькими християнськими хрестами, які були зруйновані .

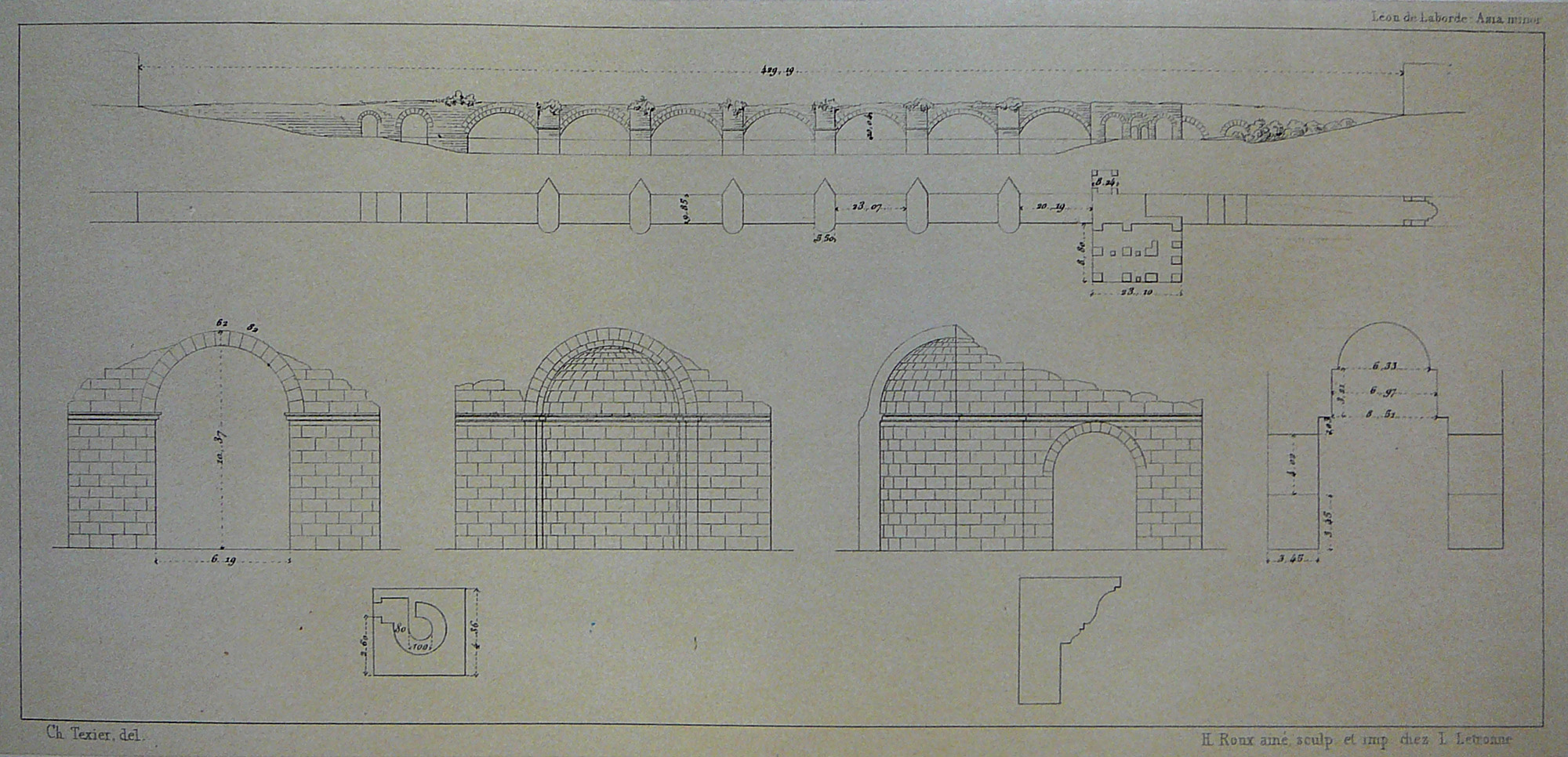
Ескіз уцілілих ділянок моста з нині втраченою тріумфальною аркою в західному кінці і апсидою в східному кінці (1838 рік)

Опори такої форми, що дозволяє їм діяти як водорізи - закруглені вище за течією і загострені нижче за течією. Єдиним винятком є найширша опора на західному березі, клиноподібної форми з обох кінців. Ця особливість моста Юстиніана відрізняє його від більшості відомих римських мостів. 
Біля західного входу стояла тріумфальна арка, а зі східної сторони  залишлась апсида, яка, можливо, вона служила релігійною святинею . Купол апсиди розташований зі східного боку, її висота дорівнює 11 м, а ширина - 9 м . Залишки арки відображені на ескізах, які виконав у 1838 році Леон  де Лаборду: на нихзображено арочний портал  з каменю, що знаходиться безпосередньо біля входу на міст . На наступному ескізі наведені  виміряні розміри: портал був 10,37 м у висоту і 6,19 м у ширину, а колони по обидва боки були 4,35 м товщиною . 
Міст був  прикрашений написом з епіграмою Агафія Миринейського грецькою мовою. Напис не зберігся, але   зміст його передано в працях імператора Костянтина VII Багрянородного

## Галерея

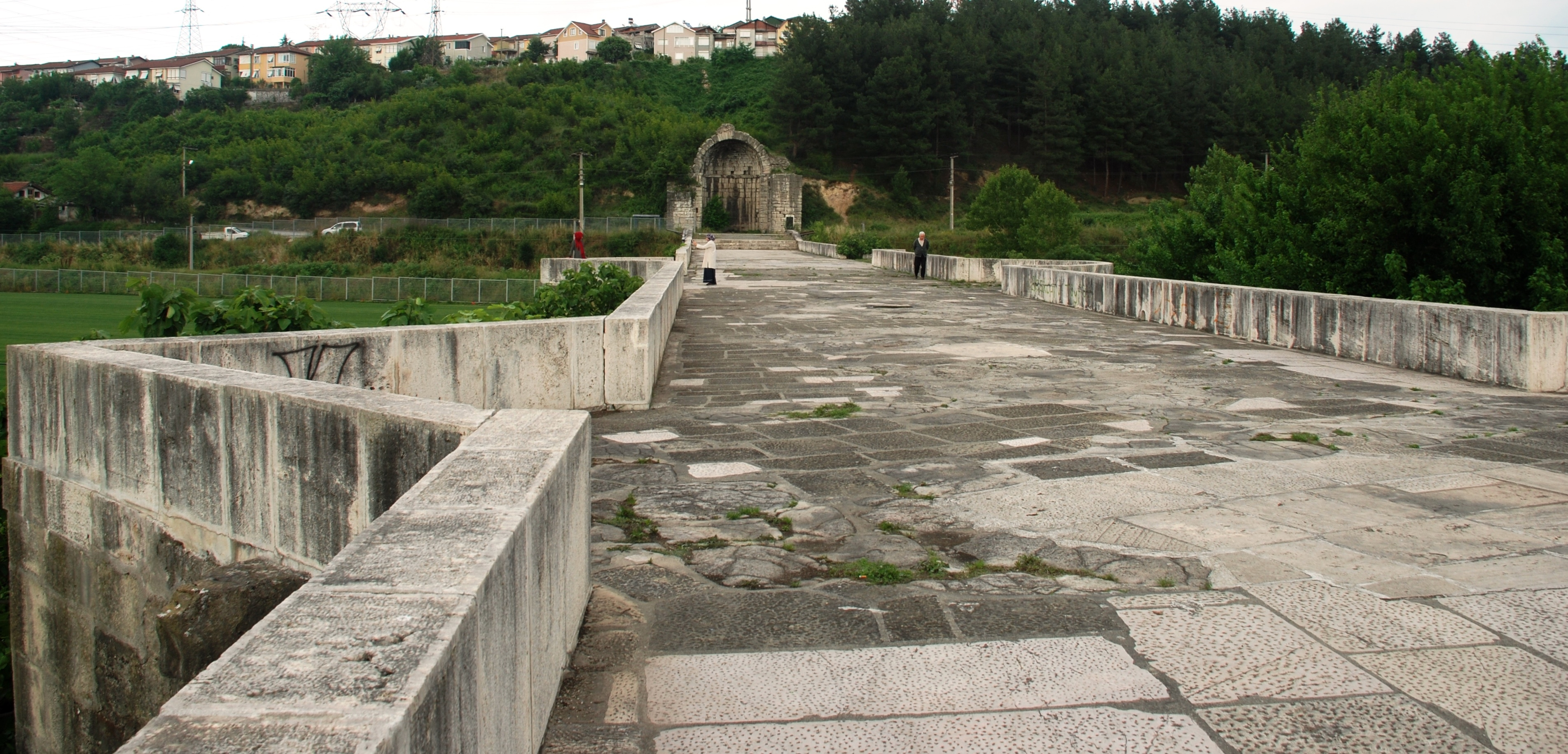
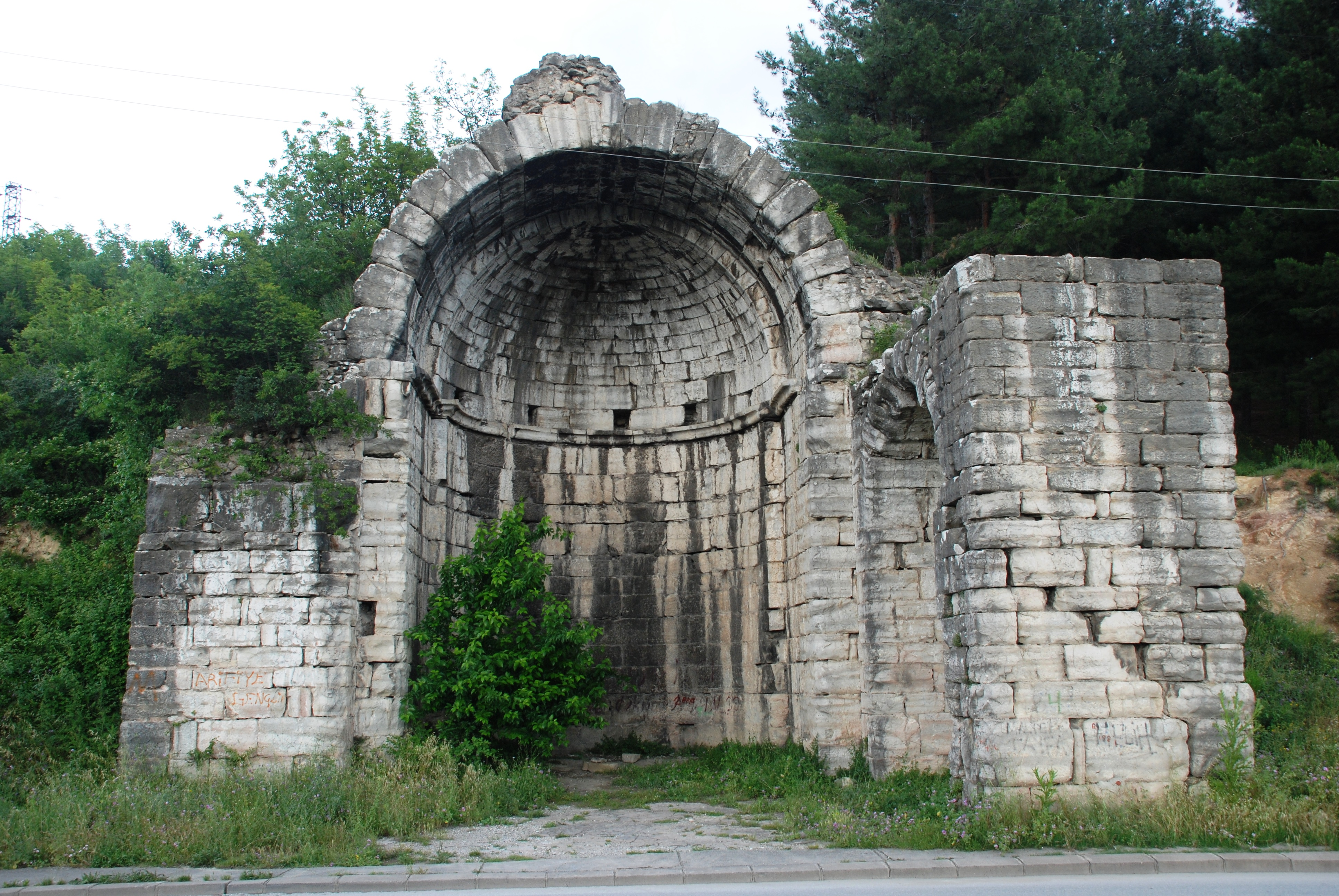
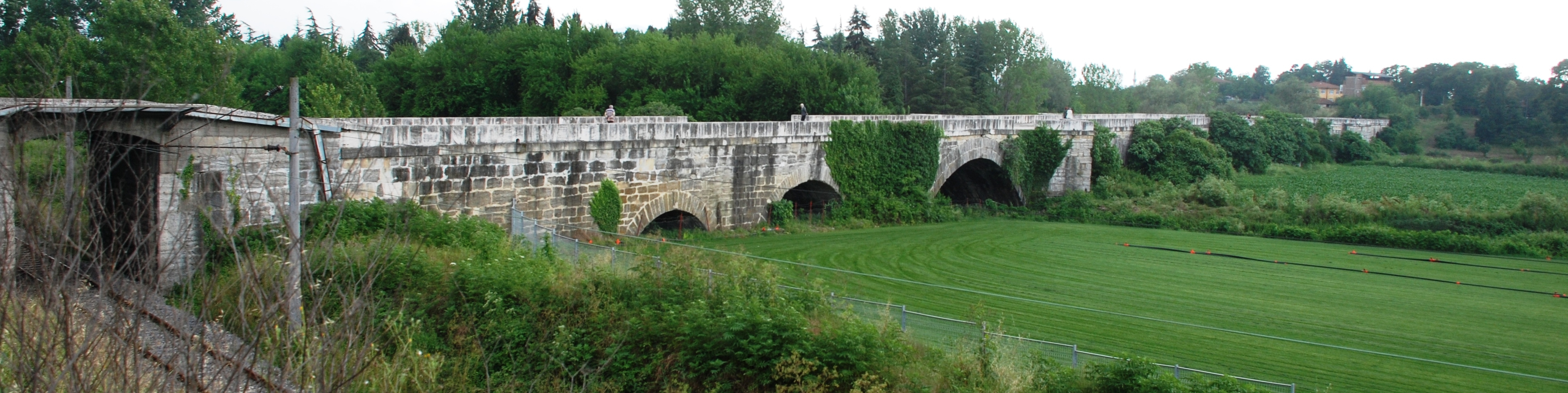